# Rimini Calcio 1950-1951
Questa voce raccoglie le informazioni riguardanti il Rimini Calcio nelle competizioni ufficiali della stagione 1950-1951.

## Rosa
| N. |                   | Ruolo | Calciatore              |
| -- | ----------------- | ----- | ----------------------- |
|    | Italia (bandiera) | A     | Enzo Avellini           |
|    | Italia (bandiera) | D     | Loris Borsari           |
|    | Italia (bandiera) | C     | Cesare Brunetti         |
|    | Italia (bandiera) | D     | Giorgio Caroli          |
|    | Italia (bandiera) | P     | Carlo Alberto Cicchetti |
|    | Italia (bandiera) | C     | A. Dall'Olio            |
|    | Italia (bandiera) | A     | Giorgio Fabbri          |
|    | Italia (bandiera) | A     | L. Fichera              |
|    | Italia (bandiera) | C     | Antonio Innocenti       |
|    | Italia (bandiera) | D     | Ilario Mantovani        |
|    | Italia (bandiera) | A     | Massani                 |

| N. |                     | Ruolo | Calciatore       |
| -- | ------------------- | ----- | ---------------- |
|    | Italia (bandiera)   | C     | Nicola Monaco    |
|    | Italia (bandiera)   | A     | Montanari        |
|    | Italia (bandiera)   | A     | L. Motta         |
|    | Italia (bandiera)   | A     | Gilberto Muccini |
|    | Italia (bandiera)   | C     | Franco Polazzi   |
|    | Italia (bandiera)   | A     | Ennio Poni       |
|    | Italia (bandiera)   | A     | Franco Pozzi     |
|    | Italia (bandiera)   | C     | Renato Vanzolini |
|    | Italia (bandiera)   | D     | Mirco Veroli     |
|    | Italia (bandiera)   | C     | Aurelio Zanetti  |
|    | Ungheria (bandiera) | A     | János Zorgo      |